# NGCC Terry Fox
Le NGCC Terry Fox est un brise-glace lourd de la Garde côtière canadienne.
Nommé en hommage au militant de la recherche sur le cancer Terry Fox, le navire a été construit en 1984 sous le nom MV Terry Fox par la société Burrard Yarrows à Vancouver, Colombie-Britannique. Le MV Terry Fox, avec son navire jumeau le MV Arctic Kalvik, ont appuyé les opérations de la Gulf Oil dans la mer de Beaufort dans les années 1980. Ces types de navires n'étaient pas limités à accompagner les navires-citernes à travers la glace. Ces navires multifonctions ont été conçus comme des remorqueurs brise-glace lourds destinés à appuyer les navires logistiques dans leur route vers les plates-formes pétrolières, et cela dans un environnement hostile.

## Historique

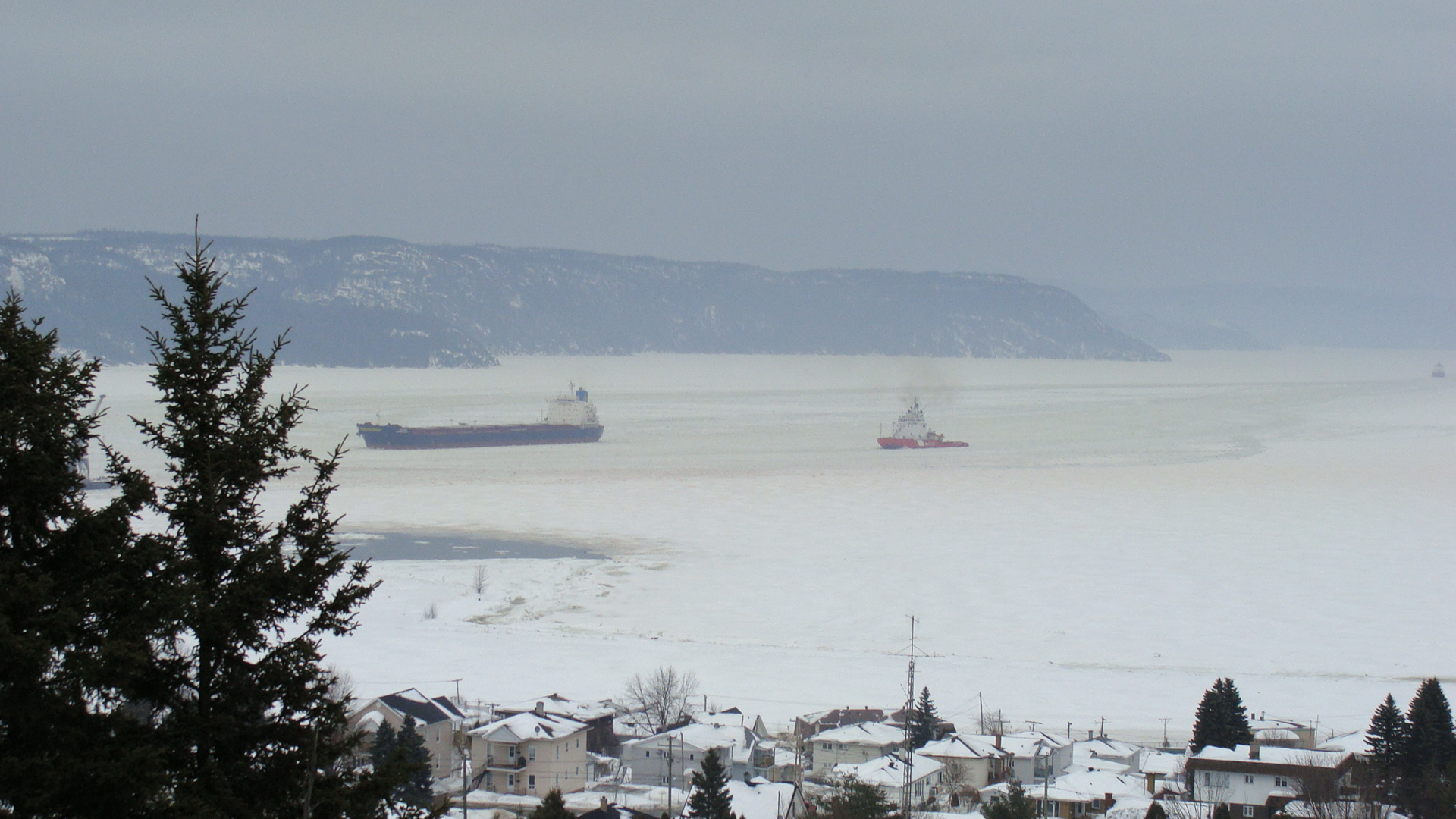
Le Terry Fox à l'aide d'un navire dans la rivière Saguenay, hiver 2009

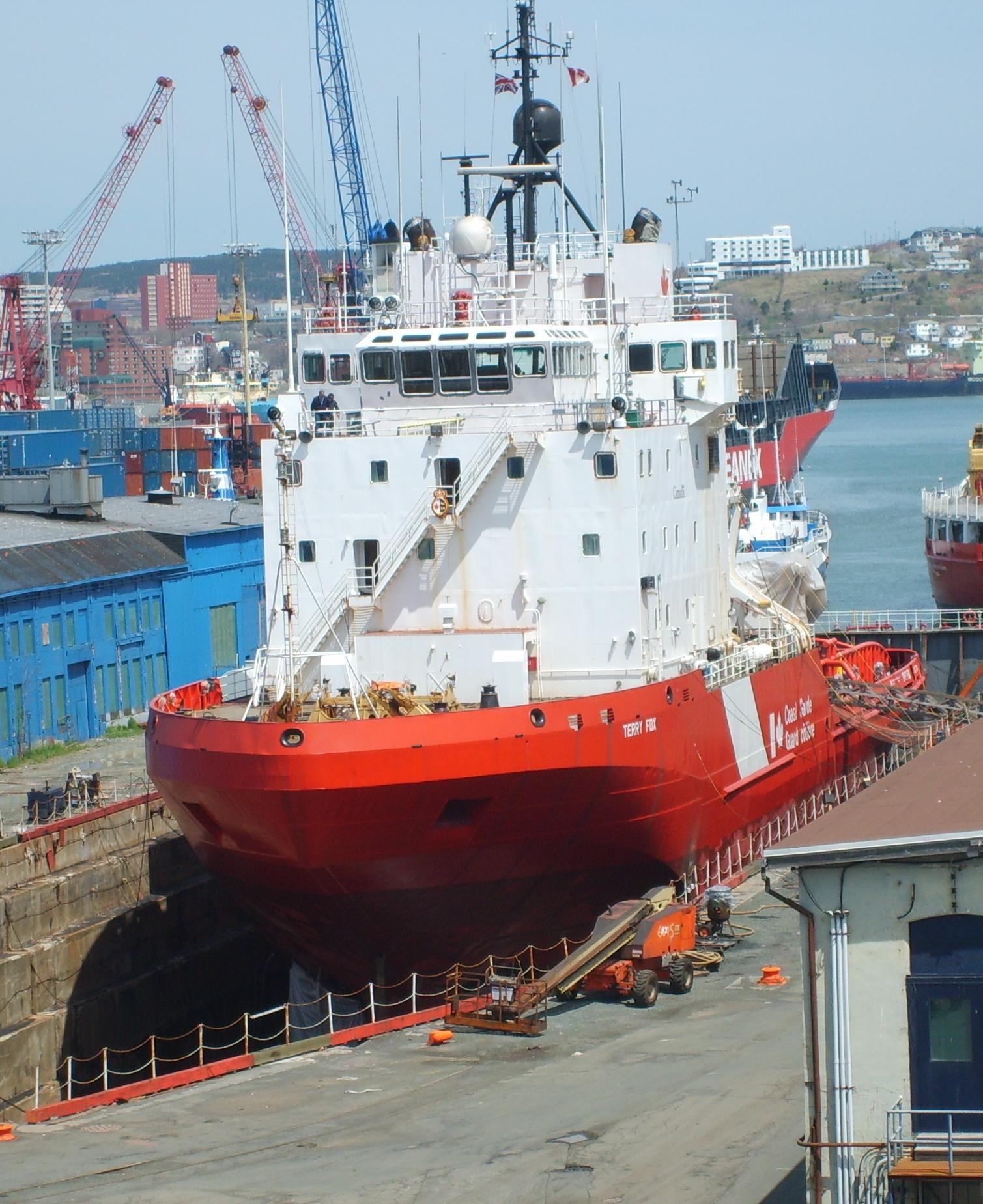
Le NGCC Terry Fox en rénovation à Saint-Jean de Terre-Neuve en mai 2008

Le MV Terry Fox a été acquis par la Garde côtière canadienne (GCC) en 1992 et renommé NGCC Terry Fox. Il est classifié comme « un brise-glaces lourd du golfe » par cet organisme, et son port d'attache est la base de la Garde côtière canadienne Southside à Saint-Jean de Terre-Neuve.
Il opère dans le golfe du Saint-Laurent durant l'hiver et dans l'Arctique de l'est durant la saison de livraison, en assistant et accompagnant les navires qui délivrent les biens aux communautés côtières.
Le navire a été transféré de la base GCC de Dartmouth, Nouvelle-Écosse le 1er avril 2008. En 2009 il était en service sur le fleuve Saint-Laurent et la rivière Saguenay.
Le NGCC Terry Fox est un navire jumeau de l’Arctic Kalvik ex.-Kalvik, qui a été renommé Vladimir Ignatjuk, navire brise-glace lourd appartenant depuis 2003 à la Russie (n° IMO : 8127804).